# Meesterkok
Een (SVH) Meesterkok is een kok die de meesterproef van de Stichting Vakbekwaamheid Horeca (SVH) succesvol heeft afgelegd. De SVH meestertitel is de hoogste graad van vakbekwaamheid die in de horeca in Nederland behaald kan worden.
Een SVH Meesterkok heeft met zijn proef bewezen bekwaam te zijn in het leiden van de organisatie in de keuken en er zorg voor te kunnen dragen dat het koksvak op het hoogste niveau wordt uitgevoerd.
De titel Meesterkok is merkenrechtelijk beschermd. Alleen diegenen die bij SVH geslaagd zijn voor de meesterproef en officieel geïnaugureerd zijn als meester en zodoende zijn opgenomen in het register van SVH-meesters, zijn gerechtigd tot het voeren van deze titel.
De term Meesterkok moet worden onderscheiden van de titel leermeester. Een leermeester is iemand die de leermeestersopleiding heeft gevolgd en geslaagd is voor het leermeesterexamen. Een leermeester mag nieuwe medewerkers in de horeca opleiden. Horecagelegenheden waar één of meer leermeesters werken, kunnen worden benoemd tot erkend leerbedrijf.